# 紅色維也納

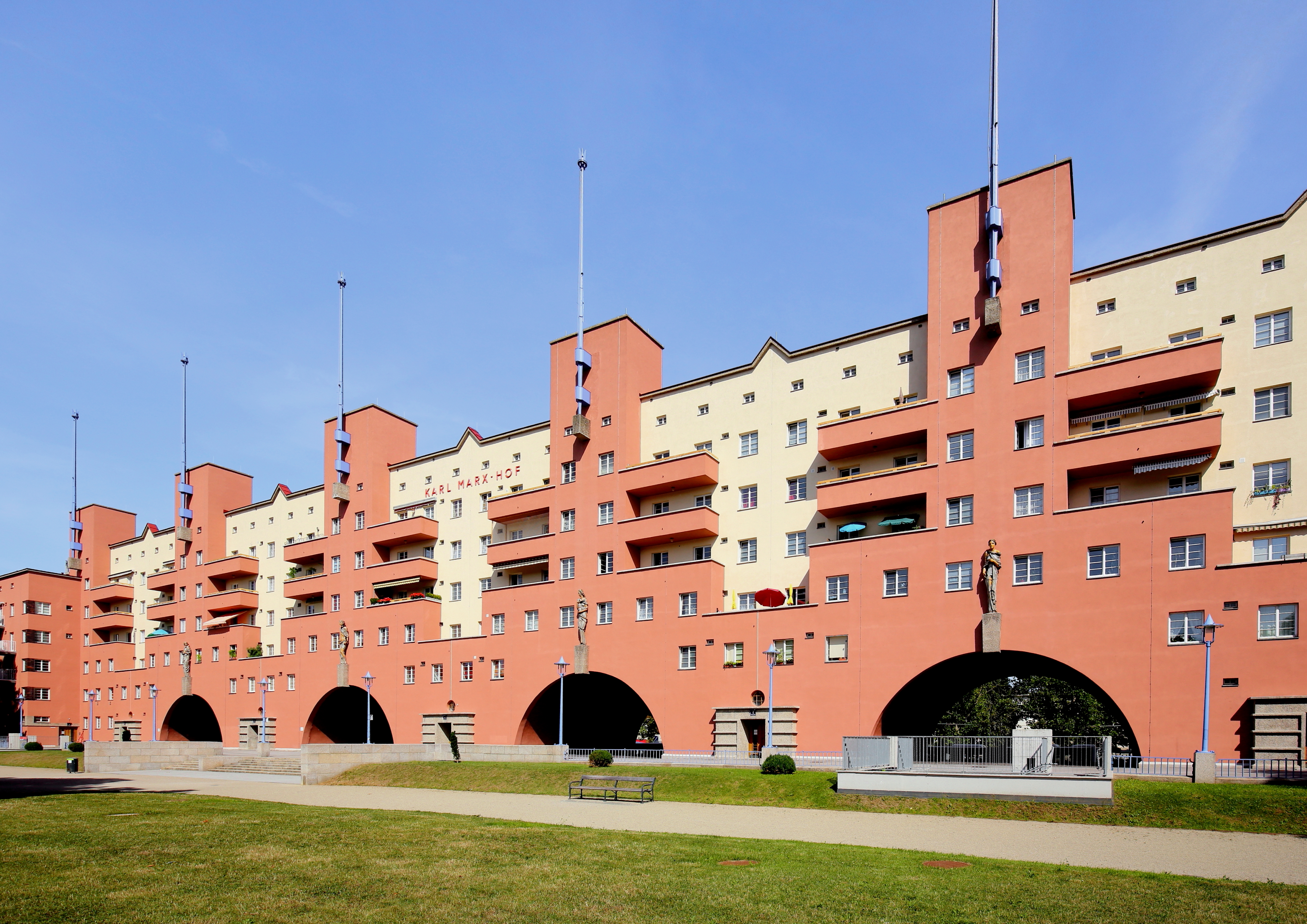
維也納於紅色維也納時期（1924年）建成的卡爾·馬克思大院

紅色維也納（德語：Rotes Wien）是對1918年至1934年間奧地利社會民主黨治下的奧地利首都維也納的昵稱。
一戰末期，奧匈帝國解體。在此大背景下，原奧匈帝國德意志人聚居地區成立德意志-奧地利共和國（後來的奧地利第一共和國）。1919年，奧地利進行了第一次市政選舉，是奧地利歷史上第一次凡成年男女都有投票權的選舉。奧地利社民黨在這次選舉中贏得了維也納市議會的絕對多數，推舉的候選人也成功當選維也納市長。此後，雖然奧地利社民黨自1920年起失去國家層面的執政地位，成為國政在野黨，但社民黨一直維持在維也納的執政，直至1934年奧地利內戰爆發。
紅色維也納時期，執政社民黨對維也納進行了一系列的改革，包括改革稅制、加大公共投入、建立公屋體系、建立失業保險等等，使工人的生活水平得到提升。
1934年2月，奧地利的法西斯主義者與社會主義者之間爆發奧地利內戰。內戰以法西斯主義者勝利告終、社民黨此後被查禁，失去了維也納的執政權，紅色維也納時期宣告結束。3年後，在法西斯主義者主導下德奧合併，奧地利成為納粹德國的一部分。

## 歷史

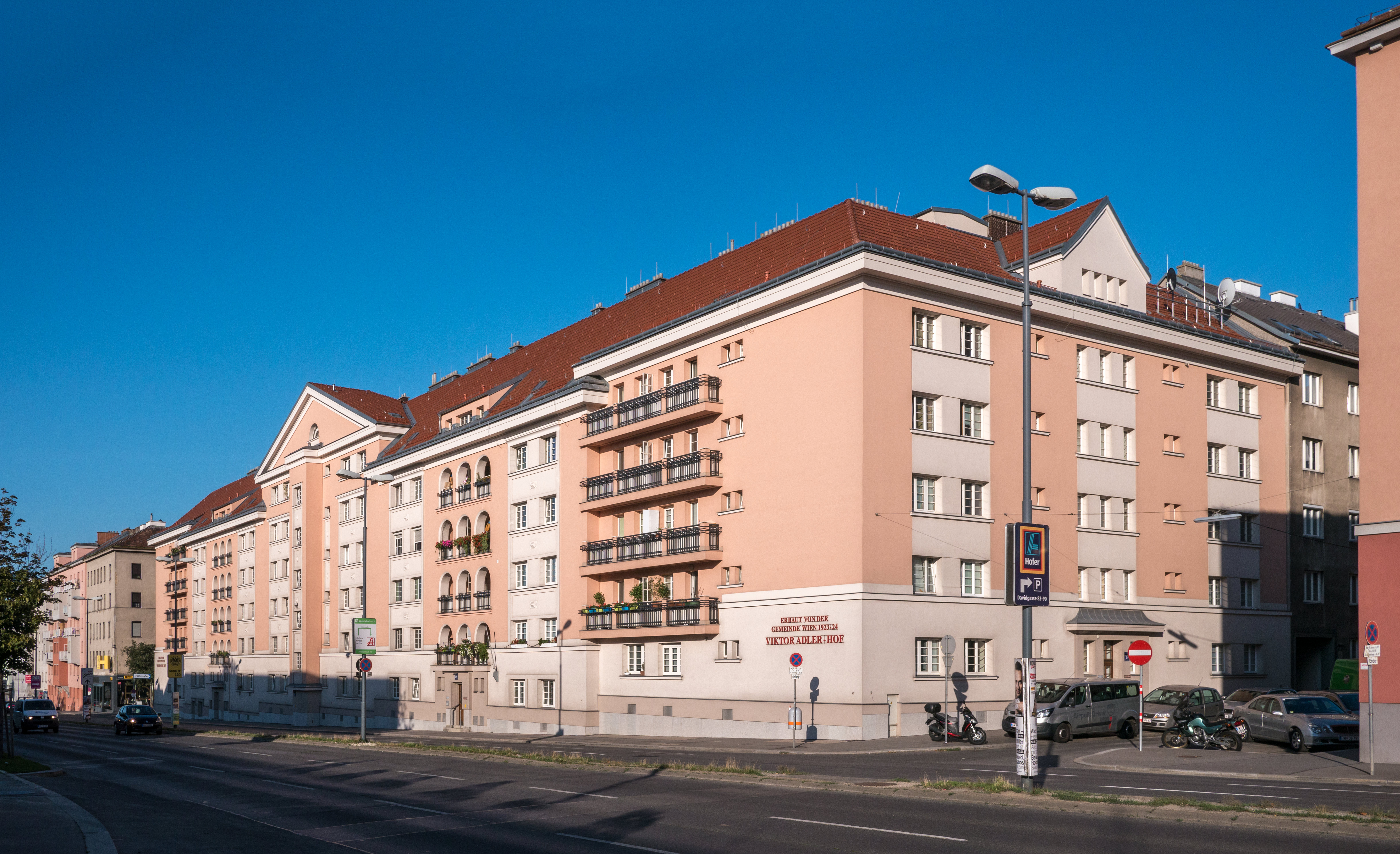
一棟紅色維也納時期建成的建築

紅色維也納時期，奧地利社會民主黨通過稅制改革，以徵收奢侈品稅、增值稅、房產稅等稅款獲得的資金為基礎，在維也納實現了一系列的社會改革。這期間，大約有6万間公屋建成。其中，比較有名的一座建築是（1924年）建成的卡爾·馬克思大院。卡爾·馬克思大院是一座龐大的公共住房單元，能住下5000人。除住房外，還建有洗衣房、診所等設施。1919年時，維也納僅有5%的房屋有供水、7%的房屋有供電，至1934年，住房情況已得到很大改善。
然而，隨社民黨與右派的基社黨矛盾不斷深化，社民黨在維也納的執政地位不斷受到挑戰。20世紀20年代末之後，左右兩派常常在維也納發生武力衝突。到1934年，衝突演變為小規模的奧地利內戰。法西斯化的基社黨在內戰中取勝，社民黨旋即被取締，紅色維也納時期結束。

## 影響
二戰後，奧地利第二共和國建立。重建的奧地利社民黨之後持續在維也納執政，在奧地利的歷次地方選舉中，社民黨也一直維持優勢。